# Ринглебен (Артерн)
Ринглебен (нем. Ringleben) — община в Германии, в земле Тюрингия.
Входит в состав района Кифхойзер. Подчиняется управлению Миттельцентрум Артерн. Население составляет 944 человека (на 31 декабря 2010 года). Занимает площадь 15,04 км².